# ヴィーア・ゼルプスト
ヴィーア・ゼルプスト(Wir selbst)は、「国民の自覚ために」という副題のドイツの国民革命派(nationalrevolutionär)の定期刊行物である。

『Wir selbst』(ヴィーア・ゼルプスト)の所在地はシェーネルバッハにあり、刊行者は、ジークフリート・ブブリース出版(Siegfried Bublies Verlag)。編集部の構成は、代表のジークフリート・ブブリース(Siegfried Bublies)をはじめ、ゲルハルト・クゥアシュト(Gerhard Quast)、エルンスト・ヴェール(Ernst Wehl)、エルフリーデ・フィンク(Elfriede Fink)、マルクス・バウアー(Marcus Bauer)らであり、匿名で編集し、独特の論説を展開している。
『Wir Selbst』(ヴィーア・ゼルプスト)は、コブレンツの緑の党(Grünen Zelle)、青年国民民主主義者(Junge Nationaldemokraten、国民民主党[国家民主党]NPDの青年部組織)のグループが1979年に設立したものだが、2002年に『Wir Selbst』の最新号が出て以来、刊行は途絶えている。
『Wir Selbst』は、歴史的には国民革命派の系統の公然とした試みの下にあり、版元のジークフリート・ブブリース出版は、失われたドイツとしての東プロイセン地方についての書籍や、国民革命派のエルンスト・ニーキッシュ(Ernst Niekisch)やナチス左派のオットー・シュトラッサー(Otto Strasser)の自伝や、ペーター・バーン著のフリードリヒ・ヒールシャーの評伝(Peter Bahn:Friedrich Hielscher)などを刊行している。

## 関連
- 保守革命(Konservative Revolution)
- 民族ボルシェヴィズム（Nationalbolschewismus）
- 社会革命派ナショナリスト（Gruppe Sozialrevolutionärer Nationalisten）

- エルンスト・ユンガー(Ernst Jünger)
- エルンスト・ニーキッシュ(Ernst Niekisch)
- オットー・シュトラッサー（Otto Strasser）
- カール・オットー・ペーテル(Karl Otto Paetel)
- フリードリヒ・ヒールシャー(Friedrich Hielscher)
- ヘンニンヒ・アイヒベルク(Henning Eichberg)

- ユンゲ・フライハイト(Junge Freiheit)

- 枢軸国(Achsenmächte)
- 日独伊三国軍事同盟(Dreimächtepakt)
- 第二次世界大戦(Zweiter Weltkrieg)

## リンク
- Homepage (im Aufbau)
- Verlag Bublies